# زلزال لاكويلا 2009
وقع زلزال لاكويلا 2009 في إقليم أبروتسو في وسط إيطاليا. كانت الصدمة الرئيسية في الساعة 03:32 بالتوقيت المحلي (01:32 بالتوقيت العالمي) في 6 أبريل 2009 وكانت بقياس 5.8 درجة على مقياس ريختر و6.3 درجة على مقياس العزم؛ كان مركزها بالقرب من لاكويلا عاصمة أبروتسو والتي عانت مع القرى المجاورة من أكبر الأضرار. كانت هناك عدة آلاف من الهزات الأولية والارتدادية منذ ديسمبر 2008، منها أكثر من ثلاثين فاقت قوتها 3.5 ريختر.
كان تأثير الزلزال في كامل وسط إيطاليا؛ لقي 308 شخص حتفهم مما يجعله أعنف زلزال يضرب إيطاليا منذ زلزال إربينيا 1980.